# 戴维·赖斯·艾奇逊

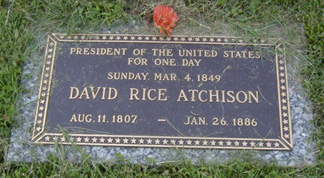
大卫·赖斯·艾奇逊的墓石，上面寫著「一日美國總統」。

大卫·赖斯·艾奇逊（David Rice Atchison，1807年8月11日—1886年1月26日），美国政治家。艾奇逊出生于肯塔基州，毕业于特兰西瓦尼亚大学。他曾在密苏里州当律师，随后进入美国参议院，出任代表密苏里州的国会参议员（1843年-1855年），他曾16次当选美国参议院临时议长（1846年-1849年；1852年-1854年）。1849年3月4日，第11任總統詹姆斯·诺克斯·波尔克卸任後，他在名義上代理了一日職務的美国总统，直到第12任總統扎卡里·泰勒宣誓就職。